# Carentan
Carentan era una comuna francesa situada en el departamento de Mancha, de la región de Normandía, que el 1 de enero de 2016 pasó a ser una comuna delegada de la comuna nueva de Carentan-les-Marais al fusionarse con las comunas de Angoville-au-Plain, Houesville y Saint-Côme-du-Mont.

## Historia
En el transcurso de la Segunda Guerra Mundial, entre el 10 y el 14 de junio de 1944, en la localidad y sus alrededores se libraron duros combates entre paracaidistas norteamericanos y soldados alemanes, durante la batalla de Normandía.

## Demografía
| Gráfica de evolución demográfica de Carentan entre 1800 y 2014 |
|                                                                |

Los datos demográficos contemplados en este gráfico de la comuna de Carentan se han cogido de 1800 a 1999 de la página francesa EHESS/Cassini, y los demás datos de la página del INSEE.